# Leon Lučev
Leon Lučev, né en 1970 à Šibenik en Croatie, est un acteur et réalisateur croate.
En tant qu'acteur, il apparait dans de nombreux films croates et bosniaques. Il tient notamment le rôle masculin principal dans deux films de la réalisatrice bosniaque Jasmila Žbanić, Sarajevo, mon amour (2006) et Le Choix de Luna (2008).
Il a été membre du jury du Festival du film de Sarajevo en 2010.

## Filmographie partielle

### Acteur
- 2001 : Ciel, satellites (Nebo sateliti) de Lukas Nola : Johnny
- 2005 : Qu’est-ce qu’un homme sans moustache ? (Sto je muskarac bez brkova ?) de Hrvoje Hribar : Don Stipan / Général Ivica
- 2006 : Sarajevo, mon amour de Jasmila Žbanić : Pelda
- 2006 : Passeur d'espoir de Branko Schmidt : Seki
- 2007 : Pravo cudo de Lukas Nola : Juric
- 2008 : Nije kraj de Vinko Bresan : le collègue de Martinov
- 2009 : La Révélation (Storm) de Hans-Christian Schmid : Milorad Alic
- 2010 : Two Sunny Days d'Ognjen Svilicic : Stipe
- 2010 : Le Choix de Luna de Jasmila Žbanić : Amar
- 2011 : Silent Sonata (Circus fantasticus) de Janez Burger : le père
- 2013 : Circles de Srdan Golubovic : Haris
- 2013 : Les Femmes de Visegrad de Jasmila Žbanić : Veljko
- 2014 : L'été sera chaud (Love Island) Jasmila Žbanić : Stipica
- 2014 : La Vie d'une autre (Cure: The Life of Another) d'Andrea Staka : le père de Linda
- 2017 : Les hommes, ça ne pleure pas d'Alen Drljevic : Valentin
- 2018 : Teret d'Ognjen Glavonic : Vlada
- 2021 : Murina d'Antoneta Alamat Kusijanovic : Ante
- 2021 : La Fille de Kiev : Ivan Horvatic
- 2023 : Disco Boy de Giacomo Abbruzzese : Paul

### Réalisateur
- 2018 : Malo se sjecam tog dana (court-métrage)
- 2023 : Dug moru (série télévisée), 10 épisodes